# Parson Drove
Parson Drove – wieś i civil parish w Anglii, w Cambridgeshire, w dystrykcie Fenland. W 2011 civil parish liczyła 1339 mieszkańców.